# Zona demilitarizzata
In termini militari, una zona demilitarizzata (ZDM, in inglese DMZ) è un'area, di solito di frontiera di confine tra due o più potenze militari, dove le attività militari non sono permesse, di solito come conseguenza di trattati di pace, armistizi o altri accordi bilateri o multilaterali. Spesso la zona demilitarizzata si trova su una linea di controllo ed è de facto un confine internazionale. Molte zone demilitarizzate sono anche non intenzionalmente diventate riserve naturali, perché rendono le zone dove sono situate troppo pericolose per costruire e sono meno esposte al disturbo umano e alla caccia.
Generalmente "demilitarizzato" vuol dire convertito per un uso non militare, ritornato a un uso civile. In alcuni significati può essere usato nei vecchi stati dell'Unione Sovietica sia nel linguaggio occidentale che in quello locale. È anche possibile per le potenze aderire alla demilitarizzazione di una zona senza formalmente risolvere le loro attuali richieste territoriali, il che implica che queste sono solo imposte da tentativi di pace (come possono essere dialoghi diplomatici o corti internazionali) o anche congelati.

## Attuali zone demilitarizzate

### Africa
- A nord del Marocco le città spagnole di Ceuta e Melilla formano una barriera di separazione, poiché lo Stato africano non ha mai riconosciuto le due città come parte della Spagna.

### Europa
- La linea verde cipriota separa l'autoproclamata e non riconosciuta Repubblica Turca di Cipro Nord dalla Repubblica di Cipro. Fu creata nel 1974 dalle Nazioni Unite in seguito all'invasione turca dell'isola.
- Le Isole Åland (fi: Ahvenanmaa) sono un arcipelago che costituisce una provincia finlandese, autonoma, demilitarizzata e di lingua svedese. Sono poste nel golfo di Botnia e furono dichiarate zona demilitarizzata dalla Società delle Nazioni nel 1921, in seguito alla crisi delle Åland nata nei primi anni venti del XX secolo.
- La zona demilitarizzata tra la colonia britannica di Gibilterra e la Spagna larga 600 tese nata come "territorio neutrale" con la stipulazione, nel 1729, del trattato di Siviglia. Nel 1908 i britannici eressero una barriera alta un metro dalla parte britannica del territorio neutrale in seguito spostata all'interno della colonia. Ancora oggi la barriera tra i due territori gode di una particolare rilevanza poiché Gibilterra è un paradiso fiscale, tuttavia è aperta 24 ore su 24 per facilitare i flussi doganali.
- In seguito alla guerra del Kosovo è nata una striscia di zona smilitarizzata vasta cinque chilometri tra la Serbia e il Kosovo.

### Asia
- La barriera di separazione tra Iraq e Kuwait istituita dal consiglio di sicurezza delle Nazioni Unite per prevenire ulteriori invasioni del Kuwait da parte dell'Iraq.
- La zona demilitarizzata coreana che separa Corea del Nord e Corea del Sud. Fu creata dalle Nazioni Unite nel 1953 in seguito alla fine della guerra di Corea.
- La zona UNDOF che separa le alture del Golan israeliane dalla Siria.

### Antartide
Secondo l'articolo 1 del trattato Antartico "sono vietati, fra l'altro, tutti i provvedimenti di carattere militare, come l'insediamento di basi, la costruzione di fortificazioni, manovre ed esperimenti di armi di qualsiasi genere".

## Celebri zone demilitarizzate non più esistenti
- La regione tedesca della Renania divenne zona demiltarizzata nel 1919 in seguito al trattato di Versailles. Nel 1936 il territorio fu rioccupato e rimilitarizzato dal regime nazista.
- Alla fine della guerra arabo-israeliana del 1948 furono istituite con l'armistizio arabo-israeliano del 1949 diverse zone demilitarizzate tra Israele e le Nazioni arabe confinanti:
  - tre zone distribuite lungo il confine tra Israele e Siria[1].
  - la zona di El Auja che confinava con l'Egitto.
  - l'enclave del Monte Scopus posta in Giordania.
- La Norvegia e la Svezia crearono tra i loro confini nel 1908 una zona demilitarizzata larga un chilometro in seguito alla dissoluzione dell'unione tra Svezia e Norvegia nel 1905. Questa scomparve nel 1993 grazie ad un accordo stipulato da entrambe le parti.
- La zona tra Vietnam del Nord e Vietnam del Sud creata dalla Conferenza di Ginevra del 1954 in seguito alla fine della guerra tra Viet Minh e francesi. La zona demilitarizzata correva lungo il 17º parallelo.
- Le forze dell'Impero giapponese che conquistarono la Manciuria tra il settembre 1931 e il febbraio 1932 e che resero la regione uno Stato indipendente, stipularono con la Cina una zona demilitarizzata tra i territori.
- La zona neutrale arabo-kuwaitiana.
- La zona neutrale arabo-irachena.